# Newbritaintrast
Newbritaintrast (Zoothera talaseae) är en fågel i familjen trastar inom ordningen tättingar.

## Utbredning och systematik
Newbritaintrasten förekommer endast på ön New Britain i Bismarckarkipelagen, tillhörande Papua Nya Guinea. Tidigare inkluderades svartryggig trast (Z. atrigena) förekommande på ön Bougainville i norra Salomonöarna. 

## Status
IUCN kategoriserar arten som livskraftig.

## Namn
Fågelns vetenskapliga artnamn syftar på Talasea, ett annat namn på New Britain.